# Ejército Paraguayo
L'Esercito Paraguaiano è un'istituzione dello Stato del Paraguay, organizzata in tre divisioni e 9 brigate, e numerosi comandi e direzioni, entrò in guerra in tre occasioni, nella guerra della Triplice Alleanza (1864-1870) contro Brasile, Argentina ed Uruguay, nella guerra del Chaco (1932-1935) contro la Bolivia.

## Missione
- Mantenere la santità delle frontiere terrestri della Repubblica del Paraguay.
- Rafforzare le relazioni civili-militari.
- Cooperare in caso di emergenza, le esigenze di protezione civile.
- Organizzare, comporre e gestire le prenotazioni.
- Organizzare, equipaggiare e addestrare la propria forza per affrontare qualsiasi minaccia.
- Collaborare nelle attività a sostegno dello sviluppo nazionale del paese.
- Collaborare con lo sviluppo scientifico e tecnologico del Paese.

## Storia

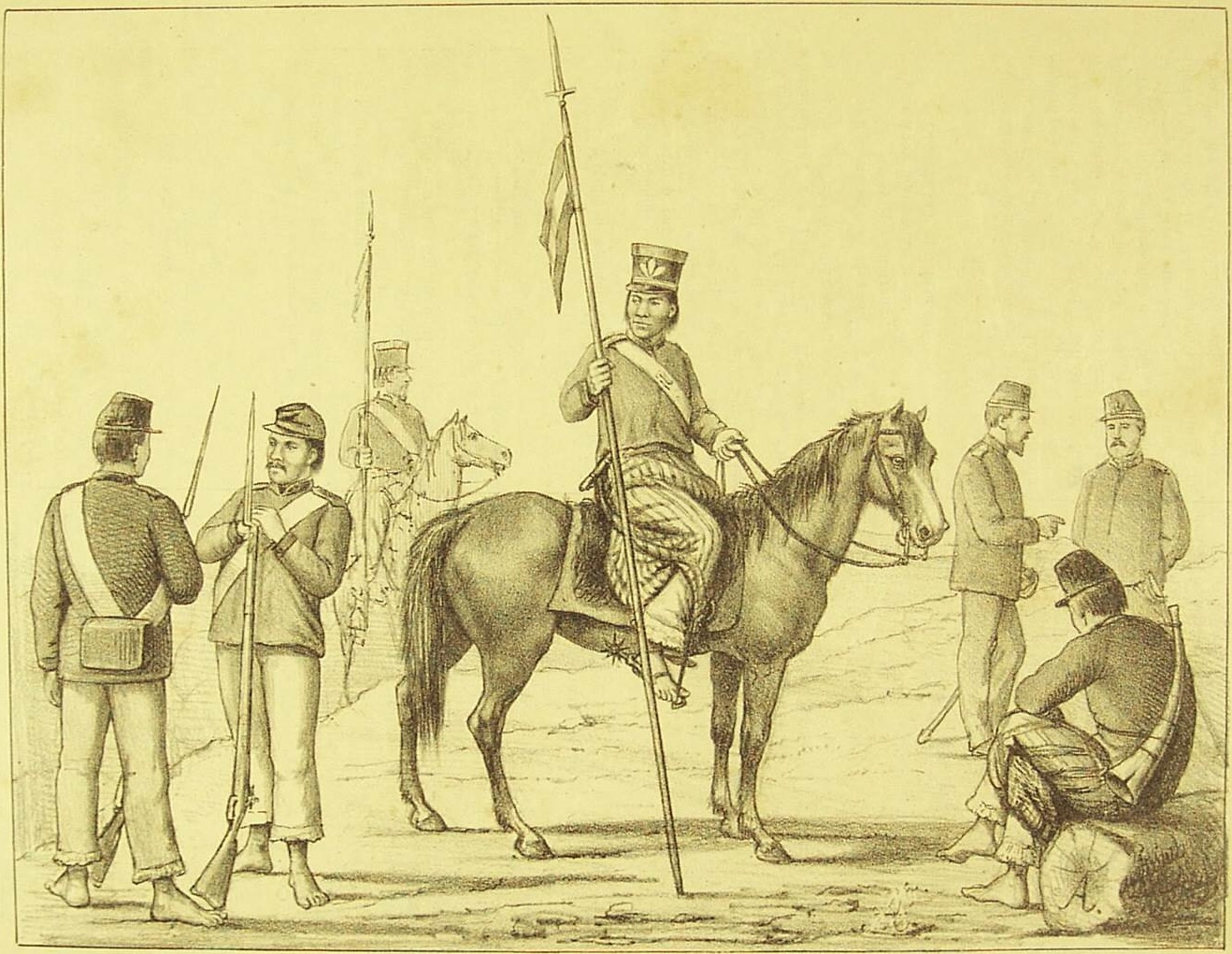
Uniformi di cavalieri e fanti dell'esercito paraguaiano al momento della guerra della Triplice Alleanza.

L'esercito del Paraguay venne formalmente istituito nel 1811, anno dell'indipendenza del paese. Nei primi anni di esistenza del Paraguay i capi dell'esercito, come Fulgencio Yegros e Pedro Juan Caballero, erano anche membri del governo, fino al 1814, data alla quale vennero sostituiti dal dott. José Gaspar Rodríguez de Francia, che s'installò come supremo dittatore a vita dopo una serie di scontri politici con Yegros. Francia rimosse tutto il personale dell'esercito dal governo e riformò l'esercito e ne limitò il potere. Le compagnie della guardia dei granatieri a cavallo di Francia furono le unità che doveva formare il nucleo del nuovo esercito.
Sebbene non vennero combattute guerre formali, i conflitti con gli indiani Chaco, in particolare i sottogruppi delle tribù Guaykuru, infuriavano nelle terre di confine.
La dimensione dell'esercito variava in funzione dell'entità della minaccia. Nel 1825 era forte di 5000 uomini, ma nel 1834 era forte solo di 649 uomini. C'era anche un gran numero di truppe della milizia, che di solito annumeravano ciarca 25.000 uomini.
Dopo la morte di Francia nel 1840, Carlos Antonio Lopez assunse il potere, modernizzò l'esercito ed ampliò la marina. Aprì una fonderia di ferro a Ybycuí che produceva armi e proiettili e costruì anche un sistema ferroviario nel paese per il trasporto di truppe e materiali.
A seguito della successione del figlio di Lopez, Francisco Solano López, l'esercito venne ampliato ulteriormente fino a diventare uno dei più grandi del Sud America, composto nel 1864 da 44 battaglioni di fanteria, 46 reggimenti di cavalleria e quattro reggimenti di artiglieria. In quello stesso anno, il Paraguay combatté la sua prima guerra, contro Brasile, Uruguay ed Argentina. Nonostante la superiorità numerica ed il successo iniziale, il Paraguay alla fine si trovò circondato.I paraguaiani non capitolarono fino a che Lopez non venne ucciso nel 1870, mentre era in fuga con i suoi restanti 200 uomini.

## Struttura
Nel 2012, l'esercito paraguaiano aveva una forza totale di 7.600 soldati, tra cui 1.600 militari di leva.
L'esercito paraguaiano è composto da un Reggimento della Scorta Presidenziale, due battaglioni (fanteria e polizia militare), uno squadrone corazzato e una batteria campale d'artiglieria. Il loro equipaggiamento include tre carri armati modificati M4 Sherman argentini, quattro autoblindo EE-9, quattro veicoli trasporto truppe (APC) EE-11, tre semicingolati M-9 montanti cannoni da 20mm e quattro obici M-101 da 105 mm. Il PE dispone di due gruppi di artiglieria (GAC 1-12 88 mm QF-25 e GAC 2-12 105 mm M-101) e un gruppo d'artiglieria antiaerea (GAA 13 40 mm L 40/60, cannoni Oerlikon 20mm, e sei M-55 4x12, 7.0 mm). Inoltre sei battaglioni di genio militare da combattimento, un battaglione di comunicazione, un battaglione di forze speciali, sette reggimenti di fanteria e sei reggimenti di cavalleria costituiscono il resto della forza.
Il comando dell'Istituto della Pubblica Istruzione dell'Esercito amministra tre scuole, ufficiali e sottufficiali, un'accademia militare e il CIMEFOR (un centro di studio di pre-militare che forma gli ufficiali della Riserva).
Ognuna delle nove divisioni che compongono i tre corpi ha uno o due reggimenti di fanteria o di cavalleria, il suo plotone del Genio, la sua sezione di comunicazione, unità di polizia militare, ecc.
- Comando del Ejército - La sua sede principale si trova nella città di Asunción.
- Regimiento de Guardia Presidencial - Con sede nella capitale di Asuncion.
- 1er Cuerpo de Ejército - Con sede a Curuguaty
  - División de Infantería Nº 3
  - División de Infantería Nº 4
  - División de Caballería Nº 3

- 2do Cuerpo de Ejército - Con sede a San Juan Bautista.
  - División de Infantería Nº 1
  - División de Infantería Nº 2
  - División de Caballería Nº 2

- 3er Cuerpo de Ejército - Con sede a Mariscal Estigarribia.
  - División de Infantería Nº 5
  - División de Infantería Nº 6
  - División de Caballería Nº 1

- Comando de Tropas Especiales - Con sede a Cerrito), comprendente una scuola di addestramento e un battaglione.
- Comando de Artillería - Con sede a Paraguarí, composto da 3 Gruppi d'Artiglieria e un Gruppo d'Artiglieria Antiaerea. Insieme ad una scuola e un reggimento di fanteria.
- Comando de Ingeniería - Con sede a Tacumbú, costituito da una scuola d'addestramento e cinque battaglioni.
- Comando de Comunicaciones - Con sede a Tacumbú, è costituito da una scuola e un battaglione d'insegnamento/servizi.
- Comando de Institutos Militares de Enseñanza - Formato da un'Accademia Militare, una scuola secondaria, una scuola ufficiali, una scuola di comando e di stato maggiore, una scuola militare sottufficiali ed un centro per l'addestramento e l'educazione fisica.
- Comando Logístico  - Con sede ad Asunción, dotato di 10 direzioni generali ed un ospedale militare.

### Equipaggiamento

#### Veicoli corazzati
| Modello       | Tipo                     | Origine     | Quantità | Note                            |
| ------------- | ------------------------ | ----------- | -------- | ------------------------------- |
| M4 Sherman    | Carro armato medio       | Stati Uniti | 3        |                                 |
| M3 Stuart     | Carro armato leggero     | Stati Uniti | 12       | 6 operativi a partire dal 2012  |
| M9 Half-track | Veicolo trasporto truppe | Stati Uniti | 23       |                                 |
| EE-9 Cascavel | Autoblindo               | Brasile     | 28       | Aggiornato in Brasile nel 2008. |
| EE-11 Urutu   | Veicolo trasporto truppe | Brasile     | 12       |                                 |

#### Veicoli logistici
| Modello                 | Tipo                | Origine     | Quantità | Note                        |  |
| ----------------------- | ------------------- | ----------- | -------- | --------------------------- |  |
| M.Benz Atego            | Camion tattico      | Brasile     |          |                             |  |
| M.Benz 1414/51          | Camion tattico      | Brasile     |          |                             |  |
| Unimog                  | Camion utility      | Germania    |          |                             |  |
| MAN 630                 | Camion tattico      | Germania    | 100      | Upgraded in Germany in 1994 |  |
| MAN KAT1                | Camion tattico      | Germania    | 20       | ordered in 2013             |  |
| Engesa EE 25            | Camion tattico      | Brasile     | 5?       | maybe not operational       |  |
| Ford Cargo 17-22        | Camion tattico      | Brasile     | +78      |                             |  |
| Ford Ranger             | Veicolo utility     | Argentina   | 19       |                             |  |
| Land Rover Defender 130 | Veicolo utility     | Regno Unito | 96       |                             |  |
| Land Rover Defender 110 | Veicolo utility     | Regno Unito |          |                             |  |
| Agrale Marrua           | Veicolo utility     | Brasile     | 17       |                             |  |
| Chevrolet S10           | Veicolo utility     | Brasile     | 104      |                             |  |
| Mitsubishi L200         | Veicolo utility     | Brasile     | +11      |                             |  |
| ARGO 8x8                | Fuoristrada anfibio | Canada      | 12       |                             |  |

#### Pezzi d'artiglieria e mortai
| Modello                 | Tipo                                | Origine     | Quantità | Note                              |
| ----------------------- | ----------------------------------- | ----------- | -------- | --------------------------------- |
| M101                    | obice                               | Stati Uniti | 20/26    | 105 mm                            |
| Ordnance QF 25 lb       | obice                               | Regno Unito | 12       | 87.6 mm                           |
| 7,5 cm FK 38 Krupp      | obice                               | Germania    | 12       | 75 mm, in reserve.                |
| Bofors 75 mm Model 1934 | cannone da montagna                 | Svezia      | 6/12     | 75 mm, in reserve.                |
| M20                     | cannone senza rinculo               | Stati Uniti | ?        | 75 mm                             |
| Brandt Mle 27/31        | mortaio                             | Francia     | 80       | 81 mm                             |
| M30                     | mortaio                             | Stati Uniti | 8        | 107 mm                            |
| M-120 120 mm            | mortaio                             | Stati Uniti | 38       | 120 mm                            |
| Mortaio 60 mm           | mortaio                             | Spagna      | 42       | 60 mm                             |
| M1A1                    | Artiglieria antiaerea               | Stati Uniti | 10       | 90 mm                             |
| Bofors 40 mm L/60       | Artiglieria antiaerea trainata      | Svezia      | 13       | 40 mm                             |
| 20 mm Oerlikon          | Artiglieria antiaerea               | Svizzera    | 20       | 20 mm, alcuni montati su veicoli. |
| Oerlikon GAI- BO1 20 mm | Artiglieria antiaerea               | Svizzera    | 3        | 20 mm                             |
| M3 Half-track           | half-track/Veicolo trasporto truppe | Stati Uniti | 3        | Armato con cannoni da 20 mm       |

#### Armi anticarro
| Modello           | Origine           | Tipo                               | Quantità          | Note              |
| Cannoni anticarro | Cannoni anticarro | Cannoni anticarro                  | Cannoni anticarro | Cannoni anticarro |
| ----------------- | ----------------- | ---------------------------------- | ----------------- | ----------------- |
| M40               | Stati Uniti       | 106 mm. Cannone senza rinculo      | 06                |                   |
| M20               | Stati Uniti       | 75 mm. Cannone senza rinculo       | 31                |                   |
| M18               | Stati Uniti       | 57 mm. Cannone senza rinculo       | 32                |                   |
| Bazooka M-20      | Stati Uniti       | razzo senza rinculo arma anticarro | 136               |                   |
| M72 LAW           | Stati Uniti       | Lanciarazzi anticarro              | 80                | Prima Consegna    |

### Armi leggere
| Nome                                    | Origine        | Tipo                   | Calibro           | Note                                             |
| Pistole                                 | Pistole        | Pistole                | Pistole           | Pistole                                          |
| --------------------------------------- | -------------- | ---------------------- | ----------------- | ------------------------------------------------ |
| Beretta 92                              | Italia         | Pistola                | 9×19mm Parabellum |                                                  |
| Browning HP35                           | Belgio         | Pistola                | 9×19mm Parabellum |                                                  |
| Taurus 9 mm.                            | Brasile        | Pistola                | 9×19mm Parabellum |                                                  |
| Fucili                                  |                |                        |                   |                                                  |
| T65                                     | Taiwan         | Fucile d'assalto       | 5.56×45mm         |                                                  |
| FAL                                     | Belgio         | Fucile d'assalto       | 7.62×51mm         |                                                  |
| M4                                      | Stati Uniti    | Fucile d'assalto       | 5.56×45mm         |                                                  |
| Norinco CQ                              | Cina           | Fucile d'assalto       | 5.56×45mm         | Uso limitato                                     |
| M-16                                    | Stati Uniti    | Fucile d'assalto       | 5.56×45mm         | Uso limitato                                     |
| H&K G3                                  | Germania       | Fucile d'assalto       | 7.62×51mm         | In riserva                                       |
| M24 Sniper Weapon System                | Stati Uniti    | Fucile di precisione   | 7.62×51mm         |                                                  |
| Barrett M82                             | Stati Uniti    | Fucile anti-materiale  | 12.7×99mm         | Versione M-107A1                                 |
| Pistole mitragliatrici e mitragliatrici |                |                        |                   |                                                  |
| MP5                                     | Germania       | Pistola mitragliatrice | 9×19mm Parabellum |                                                  |
| IMI Uzi                                 | Israele        | Pistola mitragliatrice | 9×19mm Parabellum |                                                  |
| FN MAG                                  | Belgio         | Mitragliatrice         | 7.62×51mm         | usato per EE9-Cascabel, Land Rover Defender 110. |
| IMI Negev                               | Israele        | Mitragliatrice leggera | 5.56×45mm         |                                                  |
| Heckler & Koch HK21                     | Germania       | Mitragliatrice         | 7.62×51mm         | Versione HK-21E                                  |
| Browning M2HB                           | Stati Uniti    | Mitragliatrice         | 12.7×99mm         |                                                  |
| M1919 Browning                          | Stati Uniti    | Mitragliatrice         | 7.62×51mm         | Versione A4                                      |
| ZB vz. 26 Brno                          | Cecoslovacchia | Mitragliatrice         | 7.62×51mm         | Aggiornata dalla IMBEL (Brasile) negli anni '80  |
| Lanciagranate                           |                |                        |                   |                                                  |
| M-79                                    | Stati Uniti    | Lanciagranate          | Granata da 40 mm. |                                                  |
| M203                                    | Stati Uniti    | Lanciagranate          | Granata da 40 mm. |                                                  |

## Gradi militari

### Ufficiali
Le stelle indossate dai tenenti (Sub-Teniente, Teniente, Teniente 1ro) e dai capitani dell'Esercito e dell'Aeronautica Militare sono in colore argento. Quelli indossati da maggiore, tenente colonnello e colonnello sono color oro. L'arma degli ufficiali dell'esercito è segnata con il colore utilizzato per il gallone. Il rosso indica armi come la fanteria e l'artiglieria, mentre la cavalleria è contrassegnata da un colore rosa. Il rosso scuro indica le armi di supporto come il Genio, le Comunicazioni e l'Intelligence. Il verde significa fornitura e trasporto, mentre il viola è riservato all'arma di Medicina. I galloni speciali dei generali sono costituiti da una raffigurazione impagliata di ulivo e di palma che si trovano nell'emblema nazionale in fili d'oro.

### Arruolati
Come nel caso degli ufficiali dell'esercito, l'arma degli arruolati dell'esercito è segnata con il colore dei loro galloni e barre. I colori e i significati sono uguali a quelli descritti sopra.